# Maldita Castilla
Maldita Castilla es un videojuego independiente español gratuito lanzado el 12 de diciembre de 2012 de un estilo similar al videojuego clásico Ghosts 'n Goblins y sus secuelas. Existe una versión mejorada y extendida llamada Maldita Castilla EX lanzada en 2016 y disponible en plataformas comerciales.
Es un juego para ordenador e instalable en máquinas recreativas de acción lineal con un trasfondo basado en la mitología medieval principalmente castellana. Surgió como un homenaje de su autor a los videojuegos de la segunda mitad de la década de 1980 como Ghosts 'n Goblins, Ghouls 'n Ghosts, Black Tiger, Rygar, Karnov y Willow, entre otros. También fue inspirado por el Amadís de Gaula, uno de los más famosos de los libros de caballerías, así como por historias, leyendas, pinturas, códices, lugares y reinados de la vieja España. El juego despliega un sinnúmero de referencias, evidentes y ocultas, a la literatura, la escultura y la arquitectura españolas.
El nombre del juego tiene un doble sentido que hace referencia a una Castilla hechizada y una exclamación de rabia ante la dificultad y los peligros. Entre los años 2012 y 2016, el juego se pudo descargar gratuitamente desde la página web de su autor, Juan Antonio Becerra, un malagueño que usa el pseudónimo de Locomalito. La música y efectos sonoros son obra de Javier García, amigo del creador que usa el seudónimo de Gryzor87. Las ilustraciones promocionales son obra de Marek Barej y las del manual de Jacobo García. El sonido emula el sonido del chip Yamaha YM2203 y el tipo de composiciones creadas para el mismo.

## Características
Maldita Castilla es un videojuego de plataformas de scroll lateral donde el jugador controla a Don Ramiro, un imaginario caballero servidor de Alfonso VI de León que debe enfrentarse a enemigos demoníacos que le salen al paso según avanza, y a los que puede atacar lanzando espadas consiguiendo puntos al acabar con ellos. Al avanzar el juego aparecen de vez en cuando cofres con armas, pudiendo si así lo desea el jugador sustituir las espadas por unas boleadoras, un hacha o una hoz que funciona como un bumerán, aunque siempre que el personaje muera se volverá a las espadas. En algunas partes del juego también hay cofres que contienen una flor que invoca una hada que ayuda lanzando ataques a los enemigos, un escudo o unas botas de doble salto.
El juego posee seis niveles que culminan con un jefe de mayor dificultad que los enemigos convencionales. La derrota del jefe permite al jugador pasar al siguiente nivel. También existen dos interludios en los que pueden conseguirse puntuación y vidas extra. Cada uno de los niveles se corresponde con un capítulo de la historia, que puede tener cuatro finales diferentes que varían dependiendo de si el jugador ha realizado determinadas tareas y conseguido ciertos logros, ha completado el juego usando menos de cuatro veces la opción de continuar tras una muerte definitiva del personaje o ha acabado la partida en menos de determinado tiempo.
El jugador empieza con tres vidas. Con cada golpe que un enemigo asesta a don Ramiro éste pierde un punto de energía. Si don Ramiro encuentra en algún cofre un escudo y lo toma, podrá recibir un golpe de un enemigo sin que eso signifique la pérdida de un corazón, aunque sí perderá el escudo, lo que hará que en la práctica con ese objeto equipado pueda recibir hasta cuatro golpes antes de perder una vida. Cuando se acaban todas las vidas, existe la posibilidad de continuar desde ese punto con tres nuevas vidas, pero la puntuación obtenida hasta ese momento se ve reducida a cero.
Para jugar en el ordenador se usan las flechas de control del teclado para dirigir el movimiento de don Ramiro, la tecla «z» para disparar y la tecla «x» para saltar. Estas teclas de control son personalizables a través del módulo de configuración.

## Argumento
La acción transcurre hacia el año 1081 cuando un demonio transforma las lágrimas de una moura en una llave mágica con la que ingresan una serie de demonios en el Reino de Castilla. El rey Alfonso VI de León ordena a don Ramiro, devoto de San Martín de Tours, a don Diego, a Mendoza y a Quesada, dirigirse a Tolomera del Rey para poner fin a la pesadilla demoníaca que se cierne sobre el reino.

## Recepción
Maldita Castilla tuvo un buen seguimiento y acogida por parte de la prensa especializada española. El blog del portal IGN España tuvo buenas palabras para el juego cuando aún no había sido publicado y sólo existía una demo, MeriStation y Vandal se hicieron eco de su lanzamiento y el portal 3DJuegos le dio en un análisis la puntuación de 8,0 «Muy bueno». Las menciones traspasaron el ámbito de la comunidad dedicada a los videojuegos al ser comentado en el diario digital Lainformacion.com y ser recomendado en la sección de los mejores juegos gratuitos en línea del blog de Coca-Cola España. Por su parte páginas webs de otros idiomas distintos al castellano como el inglés o el francés también se hicieron eco del juego.

## Maldita Castilla EX
En 2016 se publicó en colaboración con el estudio independiente Abylight una versión mejorada y extendida denominada Maldita Castilla EX para las plataformas Xbox One y Steam. En 2017 se lanzó para PlayStation 4 y PlayStation Vita y la familia de consolas Nintendo 3DS, y en enero de 2019 se lanzó para Nintendo Switch y dispositivos  iOS.
Maldita Castilla EX incluye dos niveles más y dos nuevas armas: bombas y tres dagas, además de nuevos temas musicales y varios arreglos y mejoras.

## Bestiario
A continuación se señalan algunos de los seres mitológicos o fantásticos que aparecen en el juego o que son mencionados en su manual y sus orígenes.
- Anjana. Mitología cántabra (España).
- Basilisco. Mitología griega.
- Bú. Mitología castellana (España).
- Buitre bicéfalo.
- Colacho. Mitología castellana (España).
- Cuegle. Mitología cántabra (España).
- Cuélebre. Mitología asturiana y cántabra (España).
- Espíritu guardián. Se encargan de custodiar una antigua escultura ibérica.
- Gamusino. Mitología española y portuguesa.
- Golem. Mitología judía.
- Harpía. Mitología griega.
- Hilandera. Mitología griega (exclusivo de Maldita Castilla EX).
- Malismo. Mitología castellana (España). Es un ser similar al trol de la mitología nórdica.
- Mantícora. Mitología persa.
- Martinico. Mitología castellana (exclusivo de Maldita Castilla EX).
- Moura. Mitología gallega (España).
- Nuberu. Mitología asturiana y gallega (España).
- Ojáncanu (llamado 'Ojanco' en Maldita Castilla EX). Mitología cántabra (España).
- Quijote loco. Ser basado en el personaje principal de la novela Don Quijote de la Mancha de Miguel de Cervantes.
- Pangdemonio. Juego de palabras entre Pang y Pandemonium (exclusivo de Maldita Castilla EX).
- Santa Compaña. Mitología gallega (España).
- Sirena. Mitología griega.
- Tarasca. Mitología francesa.
- Tragaldabas. Mitología castellana (exclusivo de Maldita Castilla EX).
- Zarrampla. Mitología castellana (España).
- Zombis y no muertos. Mitología del Caribe.

## Otros juegos del desarrollador
- Super hydorah